# Bury Football Club
O Bury Football Club (ou simplesmente Bury) é um clube de futebol da Inglaterra, localizado na cidade de Bury, cidade situada na Grande Manchester. Atualmente disputa a Northern Premier League West Division, equivalente a oitava divisão na pirâmide do futebol inglês. O time é conhecido pela alcunha "The Shakers", e joga com camisas brancas e calções azuis. A sua última presença em uma liga profissional até então foi na Football League Two, a Quarta Divisão do futebol inglês de 2018-19, quando foi expulso por não ter pago corretamente suas dívidas. Tem como estádio o Gigg Lane, sua casa desde 1885.
Fundado em 1885, o Bury foi um membro fundador da Lancashire League em 1889 e foi coroado campeão em 1890-91 e 1891-92, antes de ser entrar para a Football League em 1894. Foi expulso da federação no dia 27 de Agosto de 2019, sendo esse o estopim para a falência do clube, que foi declarada no mesmo ano.
O Bury terminou a temporada 2018–19 como vice-campeão na League Two, ganhando a promoção para a League One na temporada 2019–20. No entanto, o clube não conseguiu começar a temporada devido a dificuldades financeiras de longa data e foi expulso da Football League em 27 de agosto de 2019.
Em novembro de 2020, o clube foi colocado em administração. Em fevereiro de 2022, o grupo de torcedores do Bury Est.1885 concluiu a compra do Gigg Lane do proprietário e anunciou que havia adquirido o nome comercial, a história e as recordações do Bury FC. Após a conclusão da venda, começaram os esforços para trazer o futebol profissional de volta ao Bury. Em outubro de 2022, os torcedores foram convocados a votar em uma enquete sobre uma possível fusão da Bury Football Club Supporters' Society (que possuía o Gigg Lane e o nome comercial "Bury FC") e da Shakers Community Society (que possuía o clube fênix Bury AFC). As propostas inicialmente não conseguiram atingir o limite necessário de 66% de ambas as sociedades, mas, em 5 de maio de 2023, a fusão de ambas as sociedades foi aprovada após uma segunda enquete. O Bury AFC adotou o nome de Bury FC antes da temporada 2023-24 e retornou ao Gigg Lane, após a aprovação da FA anunciada em 5 de junho de 2023. Após a fusão, as histórias das duas equipes foram combinadas — contando retroativamente as temporadas do Bury AFC como temporadas do Bury FC. Após anos inativo por problemas financeiros, o time anunciou o retorno ao futebol para a temporada de 2023-2024 na North West Counties Football League Premier Division, o nono patamar da pirâmide do futebol inglês, depois da aprovação da Football Association de uma fusão em junho de 2023 com o clube fênix Bury AFC.

## História

### Fundação e primeiros anos: 1885–1895
O Bury Football Club foi fundado em 24 de abril de 1885 depois que Aiden Arrowsmith, um entusiasta local, intermediou duas reuniões entre os times da igreja Bury Wesleyans e Bury Unitarians no Waggon & Horses Hotel e no Old White Horse Hotel. Foi acordado desde o início que o time deveria ser profissional. A Football Association havia legitimado recentemente o profissionalismo, mas ainda era um tópico controverso. Antes da temporada de 1885-86, o clube alugou um terreno na Gigg Lane da propriedade do conde de Derby. Em 12 de setembro de 1885, a primeira partida disputada lá foi um amistoso contra um time de Wigan e o Bury venceu por 4 a 3.
O clube entrou pela primeira vez na FA Cup em 1887-88 e foi sorteado para jogar contra o Blackburn Rovers fora de casa na primeira rodada. Eles viajaram para Ewood Park, mas desistiram antes do jogo. Os dois times jogaram uma partida amistosa, que o Bury perdeu por 10-0. Algumas fontes registraram o amistoso como um empate na primeira rodada da FA Cup. A Football Association, no entanto, lista o resultado como W.O. para o Blackburn, reconhecendo que o Bury se retirou da partida. Isso é confirmado pela edição noturna do Lancashire Evening Post do mesmo dia, que relatou que "o Bury desistiu antes da partida e jogou uma partida amistosa". O Bury FC não inclui o empate em seu registro completo da FA Cup.
O Bury foi membro fundador da Lancashire League em 1889, terminando como vice-campeão na competição inaugural de 1889–90. Eles ganharam o campeonato nas duas temporadas seguintes. Em 1891–92, o Bury foi o vencedor da Lancashire Cup pela primeira vez, e eles ganharam esta competição um total de onze vezes, mais recentemente em 2017–18. O apelido do clube - "The Shakers" - foi usado pela primeira vez na final da Lancashire Cup de 1892 contra o Blackburn Rovers. Antes da partida, JT Ingham, o presidente-treinador do clube, supostamente inspirou os jogadores dizendo: "Vamos sacudí-los! Na verdade, nós somos os sacudidores". Suas palavras foram popularizadas pela mídia e o clube posteriormente adotou o termo como seu apelido oficial. Também em 1891-92, o Bury disputou uma eliminatória da FA Cup pela primeira vez quando derrotou Witton e Heywood Central antes de perder para o Blackpool após um replay na terceira fase.
Em 1894, o clube foi inscrito na Football League. Em sua primeira temporada, 1894-95, eles ganharam o título da Segunda Divisão por uma margem de nove pontos e venceram o Liverpool, o último clube da Primeira Divisão, na partida para ganhar a promoção.

### Status de time de primeira divisão e vitórias na FA Cup: 1895–1929
O Bury manteve seu status de primeira divisão por dezessete temporadas até ser rebaixado para 
a Segunda Divisão após a temporada de 1911-12 (eles terminaram nas posições de rebaixamento na temporada de 1904-05, mas evitaram o rebaixamento quando a capacidade da Primeira Divisão foi aumentada de dezoito para vinte clubes). Em 1900 e 1903, o Bury venceu a FA Cup, marcando dez gols nas duas finais sem sofrer nenhum. Na final de 1900 , eles venceram o Southampton, time da Southern League, por 4 a 0. A corrida do Bury até a final foi notável, pois eles foram sorteados fora de casa em todas as rodadas, mas venceram com vitórias sobre Burnley, Notts County, os até então atuais campeões Sheffield United e o Nottingham Forest. A semifinal contra o Forest foi disputada em Stoke e terminou em 1 a 1 depois que o Bury perdeu um pênalti. Um replay foi realizado no Bramall Lane em Sheffield e o Bury teve um começo desastroso ao sofrer dois gols nos primeiros dois minutos. Charlie Sagar marcou aos 55 minutos e então Jasper McLuckie empatou com apenas cinco minutos restantes. A prorrogação foi jogada e Sagar marcou o gol da vitória aos 110 minutos de jogo. A final no antigo estádio do Crystal Palace foi disputada em uma onda de calor e o Bury, capitaneado por Jack Pray, dominou desde o início. Os gols em uma partida unilateral foram marcados por McLuckie (2), Willie Wood e Jack Plant. Os jogadores receberam um bônus de vitória de £ 10 cada na final, dez vezes mais do que o bônus usual de £ 1 por partida.
Três anos depois, o Bury não sofreu nenhum gol em nenhuma rodada. No caminho da final contra o Derby County, o Bury derrotou o Wolverhampton Wanderers, Sheffield United, Notts County e Aston Villa. Como em 1900, a final foi disputada no antigo estádio do Crystal Palace, no sul de Londres. Uma multidão de 63.102 pessoas compareceu. Como os dois times usavam kits idênticos, um acordo sobre as cores do dia era necessário e ambos mudaram com o Bury vestindo camisas azuis e shorts azul-marinho, enquanto o Derby escolheu camisas vermelhas e shorts pretos.
Seis dos finalistas do Bury em 1900 estavam no time de 1903, liderados pelo capitão George Ross, que marcou o primeiro gol após 20 minutos. O goleiro do Derby, Jack Fryer, jogou apesar de uma lesão existente que ele agravou no início do segundo tempo quando tentava impedir Charlie Sagar de marcar o segundo gol do Bury. Como resultado, Fryer foi forçado a deixar o campo e, como substituições não eram permitidas, um dos laterais substituiu o gol e seu time ficou reduzido a dez homens durante a maior parte dos últimos quarenta minutos. O Bury marcou três gols em quatro minutos pouco antes do fim dos 76 minutos. Joe Leeming marcou o terceiro e último gol. Willie Wood e Jack Plant marcaram os outros dois. A final foi sem disputa e o Derby foi criticado pela imprensa por seu desempenho ruim. Um repórter comentou que, se não fosse por ser misericordioso, o Bury deveria ter marcado vinte. A vitória do Bury por 6 a 0 estabeleceu um recorde em finais da FA Cup de maior vitória. O Bury permaneceu como único detentor deste recorde até a final de 2019, na qual o Manchester City derrotou o Watford pelo mesmo placar. A bola usada na final de 1903 está em exibição no Museu Nacional do Futebol.
Até 1907, a equipe sempre foi administrada por um ou mais membros do comitê. Acredita-se que o secretário do clube Harry Spencer Hamer tenha sido o responsável pela equipe nas finais da FA Cup de 1900 e 1903, mas ele nunca foi formalmente nomeado treinador da equipe. O primeiro treinador profissional foi o goleiro Archie Montgomery, que foi nomeado em 1º de fevereiro de 1907. Ele estava no comando quando a equipe foi rebaixada em 1912 e permaneceu até 30 de abril de 1915, quando foi demitido devido à falta de renda do clube em tempos de guerra. O clube teve uma sorte inesperada em 1922, quando Edward Stanley, 17º Conde de Derby, inesperadamente os presenteou com a propriedade definitiva do Gigg Lane. A equipe retornou à Primeira Divisão por um período de cinco temporadas em 1924 e alcançou sua posição mais alta na liga, a quarta, em 1925-26. O Bury não joga na primeira divisão desde o rebaixamento para a Segunda Divisão em 1929.

### Futebol na Segunda e Terceira Divisão: 1929–1969

Colocações do Bury em todas as temporadas que esteve na Football League.

Esforçando-se para recuperar o status de Primeira Divisão, o Bury teve quatro resultados entre os seis primeiros na Segunda Divisão na década de 1930. O mais perto que eles chegaram de um retorno à Primeira Divisão foi em 1936-37, quando terminaram em terceiro (apenas os dois primeiros times foram promovidos).
Com as ligas profissionais e as copas suspensas durante a Segunda Guerra Mundial, competições regionais de guerra foram organizadas nas quais o Bury participou. Como todos os outros clubes, eles frequentemente dependiam de jogadores convidados por causa de convocações de serviço. Houve dez ligas regionais em 1939-40 e o Bury estava na Liga Noroeste, terminando como campeão. O time ficou invicto em uma sequência de 16 partidas de outubro a fevereiro. Em 30 de dezembro de 1939, eles jogaram um amistoso contra o Stoke City que resultou em uma vitória de 7 a 6 para o Bury.
O Bury esteve perto do rebaixamento para a Terceira Divisão várias vezes após a guerra. Eles finalmente caíram para a Terceira Divisão Norte pela primeira vez em 1957. 1957–58 foi a última temporada daquela divisão antes que as seções regionais se unissem e se tornassem Terceira e Quarta Divisões nacionais.
Sob o comando do técnico Dave Russell, um jovem time do Bury foi campeão da Terceira Divisão em 1960-61. Eles passaram sete das oito temporadas seguintes de volta à Segunda Divisão com uma melhor posição de oitavo em 1962-63. Na Copa da Liga Inglesa de 1962-63, eles chegaram à semifinal, mas perderam por 4-3 no total para o eventual vencedor Birmingham City. Por três temporadas a partir de 1963, o melhor jogador do Bury foi o futuro meio-campista da Inglaterra Colin Bell, que foi capitão do time ainda adolescente. Ele foi transferido para o Manchester City em 1966 e o Bury foi rebaixado na temporada seguinte. Eles se recuperaram imediatamente como vice-campeões da Terceira Divisão em 1968, mas caíram novamente em 1969.

### Estreia na Quarta Divisão e retorno a Segunda Divisão: 1969–2000
Em 1971, o rebaixamento na Terceira Divisão levou o Bury para a Quarta Divisão pela primeira vez. Eles ganharam a promoção em 1974 e passaram seis temporadas na Terceira Divisão antes do próximo rebaixamento. O clube comemorou seu centenário em 1985 ao ganhar a promoção de volta para a Terceira Divisão.
O Bury chegou perto da promoção da Terceira Divisão em 1990 e 1991, quando terminou em quinto e sétimo, respectivamente, para se classificar para os play-offs. Eles foram eliminados na fase semifinal em ambos os play-offs, perdendo por 2 a 0 no total para o Tranmere Rovers em 1990 e por 2 a 1 no total para o vizinho Bolton Wanderers em 1991. O rebaixamento ocorreu em 1992 e então o Bury se classificou para o play-off da quarta divisão em 1993, terminando em sétimo, mas, mais uma vez, perdeu o confronto da semifinal ao perder por 1 a 0 no agregado para o York City. O Bury estava de volta aos play-offs novamente em 1995, após terminar em quarto. Desta vez, eles venceram a semifinal ao derrotar o Preston North End por 2 a 0 no agregado e foram para Wembley para a final, onde perderam por 2 a 0 para o Chesterfield.
O clube então desfrutou de um ressurgimento sob o comando do técnico Stan Ternent, que projetou duas promoções consecutivas em meados da década de 1990. Em 1996, o terceiro lugar no que era agora a quarta divisão até então ainda chamada de Terceira Divisão (por causa da recente fundação da Premier League em 1992), seguido pelo título da terceira divisão até então ainda chamada de Segunda Divisão em 1996-97, trouxe o Bury de volta à segunda divisão pela primeira vez em 30 anos. Eles voltaram à terceira divisão no último dia da temporada 1998-99 por que tiveram um total de gols marcados menor do que Port Vale, tendo a EFL optado por usar esse critério  ao invés do saldo de gols como desempate nesta tempoerada em específico. A EFL reestabeleceu o saldo de gols como principal critério de desempate para a temporada seguinte.

### Retorno às divisões inferiores: 2001–2019
Em 2001-02, problemas financeiros causados pelo colapso da ITV Digital levaram o clube à administração e à beira do colapso. Uma campanha de torcedores arrecadou dinheiro suficiente para manter o clube à tona, e em reconhecimento ao seu papel nesse processo, a UEFA presenteou o assessor de imprensa do clube, Gordon Sorfleet, com o prêmio de Melhor Torcedor de 2001-02. O Bury foi rebaixado para a quarta divisão até então chamada de Terceira Divisão no final daquela temporada. Eles terminaram em sétimo em 2003 e se classificaram para os play-offs, mas, mais uma vez, foram atingidos pelo azar nas semifinais e eles foram derrotados por 3 a 1 no placar agregado pelo Bournemouth.
Em maio de 2005, o Bury se tornou o primeiro (e até agora o único) clube de futebol a marcar mil gols em cada uma das quatro primeiras divisões da liga inglesa de futebol. Um ano depois, em dezembro de 2006, o clube foi expulso da FA Cup depois que foi descoberto que eles escalaram um jogador inelegível em uma vitória no replay da segunda rodada contra o Chester City. Além desse desastre, o desempenho da equipe na liga de 2006-07 foi ruim e eles acabaram terminando em 21º lugar, a posição mais baixa do clube, evitando por pouco o rebaixamento da Football League.
Na temporada 2008-09, o recém-nomeado técnico Alan Knill, um ex-jogador do Bury, levou o time ao quarto lugar, perdendo a promoção automática por um único gol; na semifinal do play-off, o Bury foi derrotado nos pênaltis pelo Shrewsbury Town após um empate agregado de 1 a 1. No final da temporada 2010-11, com o time buscando a promoção, Knill e o assistente Chris Brass deixaram o clube para o Scunthorpe United. [33] O técnico da equipe juvenil Richie Barker assumiu como técnico interino e garantiu a promoção do clube para a League One, com o time terminando em segundo.
Em dezembro de 2012, o Bury foi colocado sob um embargo de transferência após cair em dificuldades financeiras como resultado de números de público ruins, e acabou sendo rebaixado no final da temporada. O investidor imobiliário Stewart Day tornou-se presidente do clube em maio de 2013 e, mais tarde naquele ano, observou que £ 1,5 milhão havia sido investido no clube, principalmente para pagar dívidas. O Bury terminou a temporada 2014-15 da League Two em terceiro lugar com um recorde de pontos do clube de 85 e ganhou a promoção de volta para a League One, onde passou as três temporadas seguintes. O time terminou em último lugar na tabela da EFL League One de 2017-18 e retornou à League Two pela segunda vez em cinco temporadas.
Em maio de 2018, o ex-atacante do Bury, Ryan Lowe, foi nomeado técnico do time principal com um contrato de dois anos, tendo sido técnico interino duas vezes durante 2017-18, depois que outros dois técnicos foram demitidos. Em junho de 2018, Lee Dykes se tornou o primeiro diretor esportivo do clube e introduziu uma estratégia de desenvolvimento juvenil projetada para acelerar os jogadores da academia para o primeiro time na primeira oportunidade. Tendo alcançado três vezes a fase semifinal norte da EFL Trophy em suas edições anteriores, o Bury no torneio de 2018-19 avançou para a semifinal nacional, onde perdeu por 0-3 em casa para o Portsmouth. O time teve uma boa temporada na League Two e, durante os meses de inverno, ficou 14 partidas consecutivas invicto antes de ganhar a promoção para a League One após um empate por 1 a 1 contra o Tranmere Rovers em 30 de abril.

### Crise financeira e expulsão da English Football League: 2019

#### Petição de liquidação: Dezembro 2018 – Julho 2019
O empresário Steve Dale comprou o clube de Stewart Day pelo valor simbólico de £ 1 em dezembro de 2018 e, em fevereiro de 2019, pagou uma conta de imposto pendente para evitar uma ordem de liquidação da Receita Federal da Inglaterra (HMRC). No entanto, os problemas financeiros ressurgiram em 2 de abril depois que a equipe e os jogadores não receberam seus salários de março em dia. Em 10 de abril, o ex-técnico Chris Brass, alegando ser um credor do clube, emitiu uma petição de liquidação para ser ouvida no Tribunal Superior. Em meio à "extrema preocupação" da EFL sobre a situação do clube, havia dúvidas sobre se o jogo em casa contra o Colchester United em 13 de abril seria disputado (foi; Bury venceu por 2 a 0). Em 12 de abril, o clube disse que a conta de salários pendente seria liquidada nos próximos sete dias. Enquanto isso, a petição de liquidação foi adiada até 15 de maio (após o fim da temporada da liga). Além da reivindicação de Brass, a HMRC estava reivindicando aproximadamente £ 277.000.
Em 25 de abril, Dale disse que os problemas financeiros do clube eram "muito maiores" do que ele entendia quando assumiu, e colocou o clube no mercado aberto. Cerca de £ 1,6 milhões eram necessários para pagar salários, a HMRC e pensões até o final de maio, com apenas £ 180.000 de renda esperada durante esse período. Em 19 de junho, uma audiência do Tribunal Superior sobre a petição de liquidação foi adiada até 31 de julho, para permitir tempo adicional para uma venda potencial.
Para garantir o futuro do clube, Dale propôs um Acordo Voluntário da Empresa (CVA) para garantir o pagamento integral dos credores do clube no futebol, enquanto os credores não garantidos, incluindo a HMRC, receberiam 25% do dinheiro devido. Isso foi aprovado pelos credores em 18 de julho. Como resultado, a petição de liquidação foi rejeitada pelo Tribunal Superior em 31 de julho.

#### Intervenção da EFL: Julho–Agosto
De acordo com as regras da EFL, um CVA é um evento de insolvência e deixou o clube sujeito a uma dedução de 12 pontos antes da temporada da liga de 2019-20. A preparação de Bury para a nova temporada foi ainda mais impactada pela perda do técnico Ryan Lowe e de vários membros do time principal.
Em 25 de julho, a EFL solicitou mais detalhes sobre como o Bury satisfaria o CVA; sem provas da viabilidade financeira do clube, o Bury poderia ser expulso da EFL. Provas satisfatórias não foram fornecidas e, em 29 de julho, a partida de abertura da temporada do clube (contra o MK Dons no Gigg Lane) foi suspensa, assim como mais quatro jogos da liga. Um empate da Copa da Liga Inglesa foi cancelado e concedido ao Sheffield Wednesday.
Em 8 de agosto, o Bury recebeu 14 dias para fornecer à EFL um plano para pagar os credores pendentes. A EFL insistiu repetidamente que estava trabalhando com o clube para tentar resolver os problemas, mas o Bury enfrentaria a expulsão se a ordem financeira não pudesse ser restaurada até 23 de agosto.

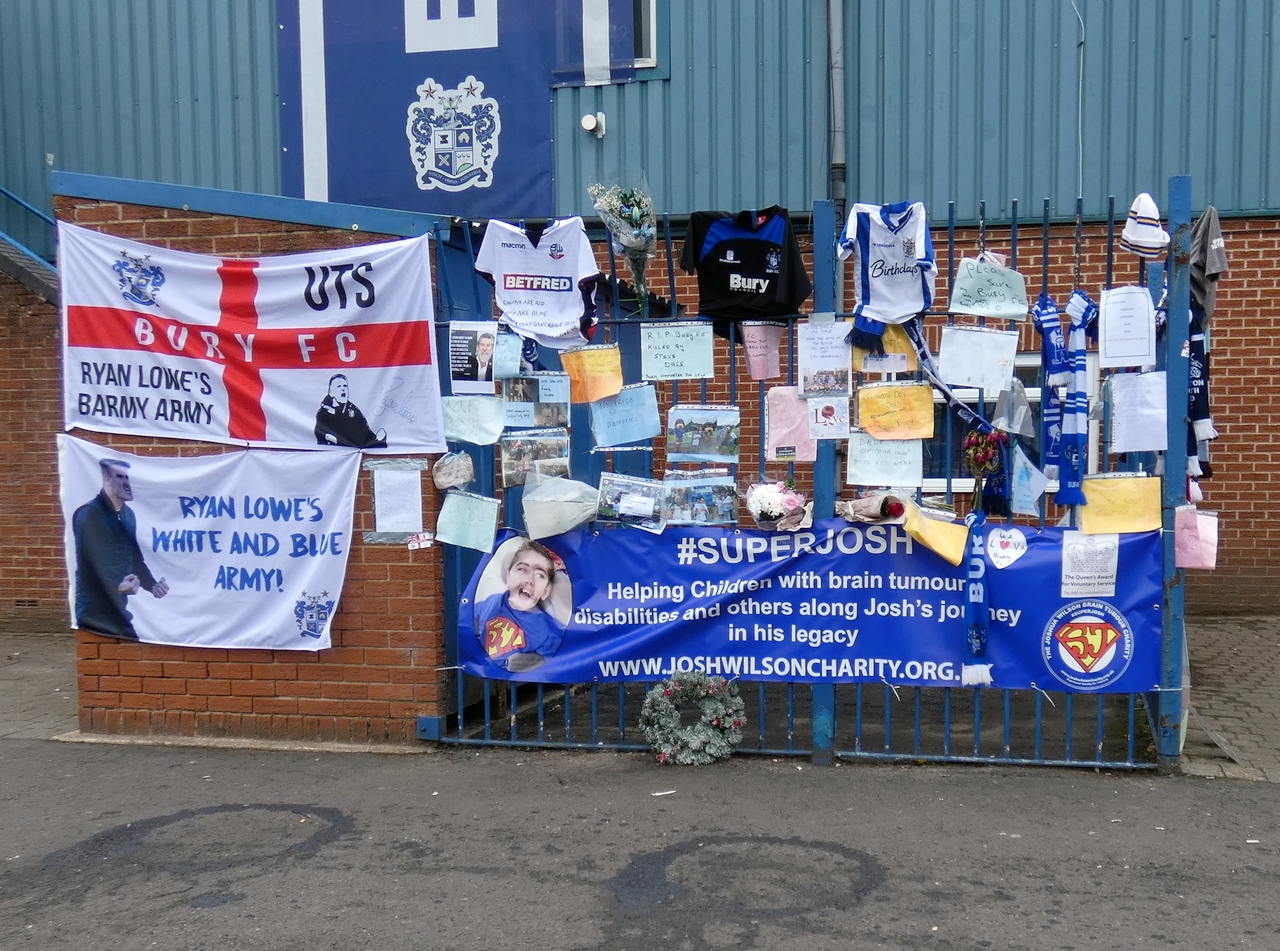
Mensagens, recordações e homenagens ao clube deixadas na fachada do Gigg Lane, diante da falência e extinção iminentes.

Em 12 de agosto, Dale disse que consideraria vender o clube depois que a equipe "implorou" que ele aceitasse uma oferta recém-recebida para comprar o clube, mas, em 20 de agosto, ele rejeitou um acordo que teria garantido a sobrevivência do clube, acreditando que poderia obter uma oferta melhor. O deputado do Norte de Bury, James Frith, escreveu à presidente da EFL, Debbie Jevans, pedindo que o prazo de expulsão fosse estendido; Andy Burnham, o prefeito da Grande Manchester, também solicitou uma extensão. Em 22 de agosto, a EFL deu 48 horas extras para evitar a expulsão depois que surgiu que quatro partes estavam interessadas em uma aquisição. No final de 23 de agosto, Dale teria concordado com uma venda para a empresa de análise C&N Sporting Risk. Na manhã seguinte, uma reunião do conselho da EFL deu ao Bury até às 17:00 BST na terça-feira, 27 de agosto, para concluir a venda, embora Jevans tenha dito mais tarde que uma nova extensão curta poderia ser concedida se a venda estivesse muito próxima da conclusão. Pouco antes do prazo, no entanto, a C&N Sporting Risk desistiu do negócio dizendo que era "incapaz de prosseguir".
Por volta das 23:00 BST em 27 de agosto, a EFL anunciou que a filiação de Bury à liga havia sido retirada. O Bury foi o primeiro clube a ser expulso da Football League desde o Maidstone United em 1992. Após a expulsão, descobriu-se que uma oferta tardia de um potencial comprador apoiado pelo Brasil havia sido rejeitada. A Insolvency Practitioners Association disse que investigaria o CVA do Bury sobre alegações de que Dale tentou arquitetar um pagamento a uma empresa recém-formada, RCR Holdings, administrada pelo parceiro de sua filha, e 140 jogadores jovens foram liberados pela base do Bury.

#### Consequências da expulsão: Agosto–Dezembro
Em 30 de agosto, Bury estava "considerando ativamente" uma ação legal contra a EFL por sua expulsão. Depois que o deputado local James Frith disse que proporia que a EFL reintegrasse Bury na League Two em 2020-21, a EFL disse que consultaria os clubes membros. A EFL também anunciou uma revisão independente dos regulamentos da EFL relativos à sustentabilidade financeira dos clubes membros, que em fevereiro de 2020 concluiu que qualquer ação adicional da EFL "não teria feito nenhuma diferença no resultado final" - "uma falta de financiamento do proprietário" acabou causando o fim de Bury, exacerbado pelos salários excessivos pagos aos jogadores sob a presidência de Day. Enquanto isso, a Polícia da Grande Manchester confirmou que estava investigando uma alegação de fraude feita em junho de 2019 em relação às finanças de Bury. A proposta do grupo de trabalho liderado por Frith para admitir o Bury na League Two (apoiada pelo Bury FC Supporters' Trust, pelo deputado de Bury South Ivan Lewis, por Andy Burnham, pela Greater Manchester Combined Authority e pelo Bury Metropolitan Borough Council foi enviada à EFL em 20 de setembro, mas foi rejeitada em uma reunião dos 71 clubes membros restantes da EFL em 26 de setembro. Após a decisão da EFL, o grupo de trabalho sugeriu que o Bury se candidatasse a uma vaga na National League em 2020-21, sujeito à resolução de questões financeiras e de propriedade.
Outra petição de liquidação foi apresentada ao Tribunal Superior pela HMRC em 16 de outubro de 2019. Foi adiada por 14 dias para dar ao clube mais tempo para resolver com credores de pequenas empresas. O presidente do Everton, Bill Kenwright, tentou dar ao Bury £ 1 milhão para ajudar a salvar o clube, mas isso foi rejeitado pelas regras de conflito de interesses da EFL. Em 30 de outubro, o adiamento da petição foi estendido por mais 35 dias até 4 de dezembro, após o clube argumentar que havia continuado a pagar automaticamente impostos sobre salários não pagos. O juiz concordou que uma extensão era necessária para a HMRC estabelecer se o clube havia pago a mais. Em 4 de dezembro, o clube obteve uma nova extensão até 18 de dezembro, com a HMRC ordenada a processar as declarações do clube e apurar o valor exato ainda devido. Quando o Tribunal Superior se reuniu novamente, esta petição de liquidação foi indeferida; a HMRC disse que uma dívida não especificada havia sido paga.

### Bury AFC: 2019–2023
Embora o Bury FC ainda não tivesse entrado em administração e continuasse a existir como um clube inativo, em dezembro de 2019, um grupo de torcedores resolveu formar um clube fênix que eles chamaram de Bury Association Football Club (Bury AFC). Cerca de 300 torcedores do Bury FC se apresentaram para ajudar e formaram uma empresa registrada como Bury Football Club (2019) Ltd (negociando como Bury AFC), com seu escritório em Rawtenstall . O clube era propriedade de fãs com base em um membro, um voto.
O novo clube imediatamente se candidatou à North West Counties Football League, a décima divisão do sistema de ligas de futebol inglês, para se tornar membro na temporada 2020-21. A liga aprovou o pedido em 21 de fevereiro de 2020. O clube então também se candidatou para jogar na FA Vase. O número de membros aumentou e ultrapassou 650 no início de agosto de 2020. Chegou a 1.000 em outubro, quando o time começou a jogar, com cada membro pagando £ 5 por mês. A formação do clube foi acompanhada na série de documentários de podcast da BBC, Out of Our League, pelos jornalistas e torcedores do Bury Mark Crossley e Sanny Rudravajhala para a BBC Sounds.
A temporada 2020-21 foi a temporada inaugural do clube. O jogo pela FA Vase, disputado em 19 de setembro, foi o primeiro jogo competitivo da equipe, mas eles perderam por 2 a 1. O primeiro gol competitivo do clube foi um pênalti marcado por Greg Daniels. Em 3 de outubro, eles jogaram seu primeiro jogo da liga, em casa contra o Steeton, e venceram por 3 a 2, perdendo por 2 a 1 no final do 1° tempo. Tony Whitehead marcou no primeiro tempo e a partida foi vencida depois que Tom Greaves marcou dois gols nos acréscimos.
As próximas duas partidas do Bury foram adiadas devido às restrições locais da COVID-19 que afetavam seus oponentes pretendidos, Holker Old Boys (com sede em Barrow-in-Furness) e Pilkington (com sede em St Helens). Eles jogaram contra outro clube de fênix, o AFC Darwen (o sucessor do Darwen FC) em casa em 17 de outubro e venceram por 6–2 após dois gols de Aidan Chippendale e quatro de Tom Greaves. Eles conquistaram quatro pontos nos três jogos seguintes para ficar em segundo na tabela, mas a temporada foi adiada por seis semanas por causa das restrições de bloqueio da COVID-19 em vigor. A temporada foi suspensa em dezembro e posteriormente abandonada em 24 de fevereiro de 2021.
Na temporada 2021-22, o Bury AFC jogou na North West Counties Football League Division One North. Em 27 de março de 2022, diante de uma multidão de mais de 1.800 pessoas, uma vitória em casa por 4 a 0 sobre o St Helens Town garantiu a promoção do clube para a NWCFL Premier Division como campeões divisionais. O técnico Andy Welsh elogiou seus jogadores pela consistência ao longo da temporada.
Tendo vencido anteriormente quatro de suas primeiras cinco partidas da NWCFL Premier Division, o Bury AFC venceu uma partida televisionada da primeira rodada de qualificação da FA Cup contra o North Shields por 2 a 1, e, depois de derrotar o Congleton Town e o Clitheroe, foi sorteado em casa na quarta rodada de qualificação para o York City, da National League, que derrotou o Bury AFC por 2 a 1 em 15 de outubro de 2022. No início de fevereiro de 2023, o Bury AFC estava em quinto lugar na NWCFL Premier Division, e chegou às quartas de final do FA Vase após uma vitória por 2 a 1 no Tring Athletic. Em 11 de março de 2023, o Bury AFC perdeu as quartas de final contra o Congleton Town após uma disputa de pênaltis após um empate por 1 a 1. No final de março, o Bury AFC estava em quarto lugar, 11 pontos atrás do líder da NWCFL Premier Division, Avro, mas com seis jogos a menos. O time teve que jogar 11 partidas em 25 dias para completar a temporada. Eles terminaram a temporada em 4º lugar com 83 pontos, quatro pontos da qualificação para uma vaga no play-off (ocupada pelo Avro).

### Administração e transferência de ativos do Bury FC: 2020–2022
Enquanto a formação do clube fênix, de propriedade dos torcedores, estava em andamento, o proprietário do Bury FC, Steve Dale, continuou a lutar contra a administração e por um retorno à pirâmide do futebol. Em 31 de janeiro de 2020, o clube estava em perigo de liquidação, pois Dale não havia pago nenhum dinheiro aos credores sob os termos do CVA de julho de 2019. Dale teve que pagar pelo menos £ 2 milhões até 11 de fevereiro ou o CVA seria encerrado; dívidas totalizando cerca de £ 5 milhões seriam imediatamente devidas, com os credores podendo peticionar para que o clube fosse liquidado. Em 14 de fevereiro, Dale teria falhado no plano de liquidar dívidas pendentes, lançando novas dúvidas sobre o futuro do Bury, e tornando a liquidação mais provável. Um mês depois, em 16 de março de 2020, Dale teria buscado um novo CVA; isso ocorreu após uma notificação formal de que o CVA anterior havia sido encerrado em 9 de março. O supervisor desse CVA inicial, Steven Wiseglass, alertou que se nenhum novo CVA fosse acordado até 1º de abril, ele tentaria liquidar o clube e nomear um liquidante. A tentativa do consórcio de concluir uma aquisição solvente do clube fracassou no final de março. No final de abril, Dale teria gasto £ 250.000 na nomeação de um QC para liderar uma ação legal por danos contra a EFL, e ter se candidatado na Football Association para uma vaga na National League ou National League North (Quinta e Sexta Divisão, respectivamente) na temporada 2020-21. No entanto, em 7 de agosto, o pedido foi rejeitado pela FA, que citou os "recursos financeiros, propriedade e status de insolvência" do clube; o clube disse que planejava enviar um pedido para a temporada 2021-22, mas nenhum foi enviado.
Em 30 de agosto de 2020, 12 meses após a expulsão do clube da EFL, o Manchester Evening News disse: "O Bury FC ainda existe, embora apenas no papel. Sem jogadores, sem liga para jogar e sem funcionários para falar, é pouco mais do que uma casca vazia do clube que os torcedores conheciam e amavam." O relatório do MEN disse que o clube "continua mancando", mas seu futuro era incerto e o perigo de liquidação permanecia, embora a maioria dos fãs ainda esperasse por uma eventual ressurreição. Enquanto isso, Dale começou a fazer declarações no site do clube, rotulando o Bury AFC de propriedade dos fãs como "falso".
Em 27 de novembro de 2020, Dale finalmente colocou o clube em administração, com Wiseglass nomeado administrador. Em janeiro de 2021, um empresário e investidor de Nottinghamshire em Ilkeston Town, David Hilton, foi relatado como interessado em comprar o Bury FC, que teria dívidas de mais de £ 15 milhões.
Em maio de 2021, o estádio do clube Gigg Lane foi colocado à venda pelo administrador. Em junho, Wiseglass disse que recebeu duas ofertas malsucedidas para comprar o clube e que um prazo de 5 de agosto havia sido definido para lances para comprar Gigg Lane. Ele também confirmou, em uma atualização dos registros administrativos arquivados na Companies House, que a responsabilidade total do clube era de £ 12.545.559. Em 26 de agosto, Wiseglass disse que ofertas foram recebidas de várias "partes interessadas", com um grupo apoiado por fãs, Est.1885, entre os licitantes para comprar o estádio e o clube. Apoiado pelos parlamentares locais James Daly e Christian Wakeford e por Bury MBC, a oferta Est.1885 foi apoiada por um "benfeitor anônimo disposto a financiar ambições para um clube liderado por torcedores". Em 22 de outubro, os administradores confirmaram que Est.1885 havia recebido exclusividade para comprar o clube e o Gigg Lane. O benfeitor era o empresário inglês, mas agora radicado na Califórnia, Peter Alexander, um torcedor dos Shakers de longa data que também queria reconciliar quaisquer diferenças com o Bury AFC. Em 23 de dezembro de 2021, o governo do Reino Unido, por meio do Fundo de Propriedade Comunitária administrado pelo Departamento de Nivelamento, Habitação e Comunidades, prometeu £ 1 milhão para a oferta de recompra do Gigg Lane.
Em novembro de 2021, foi emitida uma ordem judicial que estendeu o período de administração da The Bury Football Club Company Ltd até 27 de maio de 2023, para dar tempo ao administrador de concluir a venda do estádio e concluir as investigações sobre os assuntos financeiros do clube e as ações de seus atuais e antigos diretores e executivos.
Em 7 de janeiro de 2022, o Est.1885 disse que os contratos foram trocados em um acordo para comprar o estádio, o nome comercial do clube e suas recordações, com planos de retomar o futebol competitivo em agosto de 2022. Em 13 de janeiro, o Bury MBC concordou com uma contribuição financeira de até £ 450.000 para os custos de recomissionamento do Gigg Lane (isso foi posteriormente condicionado a uma fusão bem-sucedida com o Bury AFC).
Em 18 de fevereiro de 2022, o Est.1885 concluiu a compra do Gigg Lane do administrador e anunciou a aquisição do nome comercial, história e recordações do clube. O Est.1885 foi auxiliado pelo grupo de torcedores do Forever Bury e disse que em breve anunciaria "a reformulação da marca e o papel futuro do Forever Bury e a transição do Est.1885". A declaração também declarou compromisso em "encontrar um caminho consensual com o Bury AFC". Matt Pickup do Est.1885 disse que todas as partes estabeleceram uma meta de retorno do futebol ao Gigg Lane até agosto de 2022, a tempo para a temporada 2022-23.
Em 21 de fevereiro de 2022, foi confirmado que o proprietário do Gigg Lane – e do nome comercial do Bury FC – era o recém-formado Gigg Lane Stadium Limited, uma empresa limitada por garantia cujos membros eram Gigg Lane Propco Limited e Bury Football Club Supporters' Society Limited, uma sociedade registrada. Isso significava que, quando um time do Bury FC jogasse no Gigg Lane no futuro, ele representaria o Gigg Lane Stadium Limited. Enquanto isso, o clube original incorporado em 1885 – The Bury Football Club Company Ltd – permaneceu em administração sob a propriedade de Steve Dale (seu nome foi alterado para CCFB Realisations 2022 Limited em abril de 2022 para que o novo proprietário do nome comercial pudesse assumir o nome original; Dale foi declarado falido em julho de 2022; Stewart Day também foi declarado falido, em outubro de 2022).
Uma declaração da Bury FC Supporters Society em 15 de março de 2022 disse que o pedido do clube para ingressar na Northern Premier League foi rejeitado. Enquanto a FA e a Bury MBC favoreciam uma fusão com a Bury AFC (promovida para a NWCFL Premier Division em 26 de março de 2022), a declaração reconheceu que havia lealdades conflitantes: "Há muitos torcedores que seguiram o Bury AFC que estão emocionalmente investidos no time e aproveitando o sucesso. Também temos um número significativo de torcedores que não escolheram esse caminho e seus sentimentos devem ser seriamente considerados para evitar divisão e alienação". Também houve restrições da Football Association sobre o uso do nome Bury FC, pois os credores do futebol do antigo regime não foram pagos.

#### Um novo começo para o Bury FC
O time venceu sua partida de abertura da temporada 2023-24 em 29 de julho de 2023 com uma vitória por 5 a 1 sobre o Glossop North End, disputada diante de quase 5.500 espectadores (considerado um recorde para a divisão). No início de setembro de 2023, Bury foi multado e sofreu uma dedução de três pontos por escalar um jogador inelegível, mas apelou das penalidades. Em 17 de setembro de 2023, após uma sequência de resultados que viu duas vitórias em oito jogos, o Bury demitiu o técnico Andy Wels, que foi sucedido por Dave McNabb.
Em janeiro de 2024, o Bury foi multado em £ 350 e obrigado a jogar duas partidas com portões fechados após ofensas feitas por torcedores durante um jogo da North West Counties Premier Division contra o West Didsbury & Chorlton em setembro de 2023. Depois de terminar em terceiro na liga, em 4 de maio de 2024, o Bury foi derrotado pelo Wythenshawe Town na final do play-off da Premier Division por pênaltis, perdendo a chance de alcançar o acesso.
Em 28 de julho de 2024, o Bury começou sua segunda temporada na North West Counties Football League Premier Division com um empate por 4 a 4 contra o Squires Gate, jogo esse que foi marcado por brigas envolvendo os torcedores do Bury.

## Cores e Escudo
As cores do clube foram branco e azul marinho ou azul royal. Originalmente, o time usava uma camisa metade azul celeste metade marrom chocolate antes de logo mudar para uma camisa listrada com shorts azuis, mas as listras foram substituídas pela tradicional camisa toda branca antes do clube ingressar na Football League em 1894. Houve uma exceção na temporada 1962-63, quando um erro foi cometido pelos fornecedores de kits do clube, que enviaram uma remessa de shorts azul royal antes da temporada em vez do azul marinho usual. O então técnico Bob Stokoe disse que o clube poderia tê-los enviado de volta, mas decidiu simplesmente mantê-los para a temporada; ele brincou que o azul royal "iria combinar com a pintura do Gigg Lane".
O brasão na camisa é uma representação do brasão de armas concedido ao antigo County Borough of Bury pelo College of Arms em 28 de fevereiro de 1877. Isso retrata a herança industrial da cidade com imagens no escudo de uma bigorna, um velo, lançadeiras e uma planta de papiro que representam respectivamente forjamento, lã, algodão e papel. Ele traz a inscrição Vincit Omnia Industria (o trabalho conquista tudo).

## Estádio
O Bury joga no Gigg Lane desde 1885, quando alugou o terreno da propriedade do Conde de Derby logo após a fundação do clube. A primeira partida da Football League disputada lá foi em 8 de setembro de 1894, quando o Bury derrotou o Manchester City por 4 a 2. Uma partida iluminada ocorreu em 1889, mas não houve luzes permanentes até 1953. Até a década de 1990, quando uma reconstrução completa se tornou necessária, a capacidade do campo era de 35.000. Esse total foi alcançado quando o Bury sediou um empate da terceira rodada da FA Cup contra o vizinho Bolton Wanderers em 9 de janeiro de 1960. O jogo terminou em 1 a 1, mas o Bury perdeu o replay por 4 a 2 após a prorrogação.
O Gigg Lane foi reconstruído na década de 1990 e agora tem capacidade para 11.840 pessoas, todas sentadas e cobertas. A arquibancada principal, também chamada de arquibancada familiar, fica no lado norte e abriga os escritórios do clube e vestiários. No extremo oeste, o Manchester Road End abriga os torcedores visitantes. A arquibancada sul (também conhecida como arquibancada Les Hart) fica em frente à arquibancada principal e fica ao lado do Cemetery End, à esquerda (leste) da arquibancada principal. O Cemetery End foi a última parte do estádio reconstruído a ser concluída, em 1999.

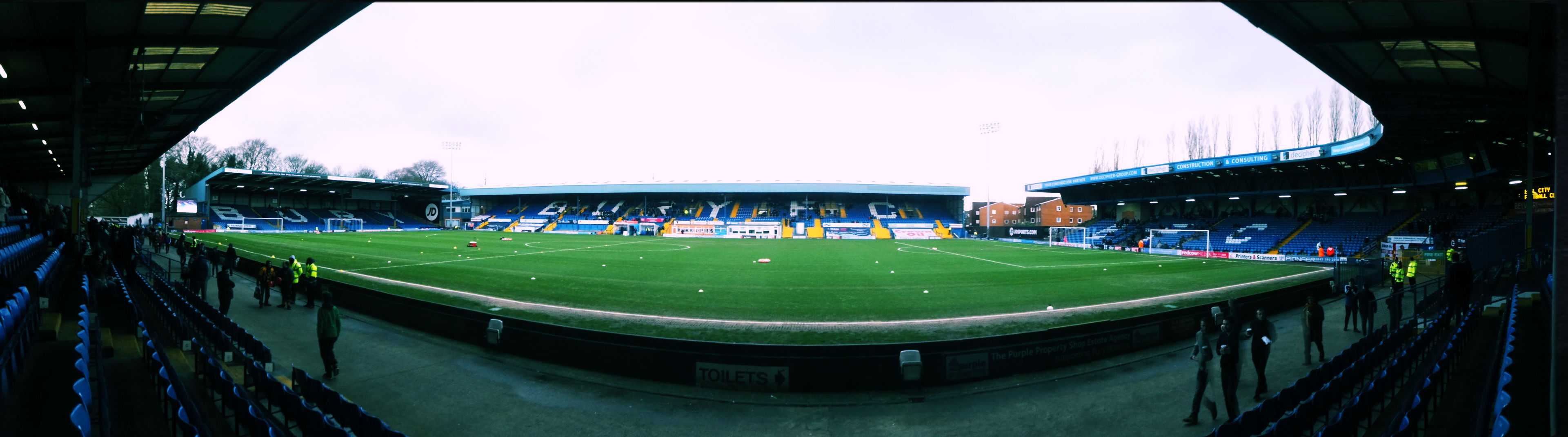
Gigg Lane

Em 2020, quando o Bury FC e o Bury AFC foram considerados times separados, não havia possibilidade do Bury AFC jogar suas partidas no Gigg Lane, e um compartilhamento de terreno foi acordado com o Radcliffe FC para a temporada 2020-21 da NWCFL, então o estádio do time era o Stainton Park com capacidade para 4.000 pessoas em Radcliffe, cerca de 2,5 milhas (4 km) a sudoeste de Bury. O Bury AFC perguntou sobre o aluguel do Gigg Lane, mas o pedido foi rejeitado em 5 de abril de 2022 como "não viável" pela Bury FC Supporters Society, que citou riscos comerciais e desequilíbrios que poderiam comprometer uma futura fusão com o Bury AFC. Em março de 2023, o Bury AFC anunciou um acordo temporário para jogar as últimas partidas em casa do time no Seel Park de Mossley devido às más condições do solo em Radcliffe causadas pelo mau tempo e jogos adicionais.
Em 8 de julho de 2023, o Bury FC jogou sua primeira partida de volta ao Gigg Lane em um amistoso de pré-temporada contra o Bradford City, que o Bradford venceu por 6–0.

## Jogadores notáveis
- Colin Bell, um meio-campista contratado do Horden Colliery Welfare como jogador juvenil, jogou 82 vezes pelo Bury, marcando 25 gols, entre julho de 1963 e março de 1966, e se tornou capitão do clube em 1964, ainda adolescente. Ele se juntou ao Manchester City e fez 48 aparições internacionais pela Inglaterra.

- Luther Blissett, um centroavante com 14 convocações pela Inglaterra, foi contratado do Watford, aos 35 anos, em agosto de 1993 e jogou dez partidas pelo Bury, marcando um gol.

- Reice Charles-Cook, goleiro do Bury (dois jogos na temporada 2013-2014) que mais tarde disputou sete partidas pela seleção de Granada.

- John Connelly, de 1970 a 1973, jogou 129 partidas, marcando 37 gols, pelo Bury, tendo anteriormente jogado 20 partidas pela Inglaterra, marcando sete gols.

- Lee Dixon, em 1985-1986, jogou 57 partidas, marcando sete gols, antes de se mudar para o Stoke City e para o Arsenal, e jogar 22 partidas pela Inglaterra.

- Martin Dobson, de 1984 a 1986, jogou 68 partidas marcando cinco gols, tendo anteriormente jogado cinco partidas pela seleção inglesa.

- Leighton James, de 1984 a 1985, jogou 49 partidas marcando cinco gols, tendo anteriormente jogado 54 partidas pelo País de Gales.

- O atacante  Colin Kazim-Richards começou sua carreira aos 15 anos no Bury em 2001, jogando 30 partidas e marcando três gols em 2005, antes de jogar pela Turquia.

- Dean Kiely foi um goleiro do Bury (137 partidas, 1996–1999) que mais tarde jogou 11 partidas pela Irlanda.

- Terry McDermott, de 1969 a 1972, jogou 101 partidas e marcou 10 gols. Mais tarde, transferiu-se para o Newcastle e depois para o Liverpool, e jogou 25 jogos pela Inglaterra.

- Nick Pope, goleiro do Bury (22 partidas em 2015) que mais tarde jogou 10 partidas pela Inglaterra.

- Kasper Schmeichel, goleiro do Bury por 26 partidas em um período de empréstimo em 2006. Jogou 97 jogos pela Dinamarca.

- O goleiro  Neville Southall jogou 49 partidas no início de sua carreira pelo Bury antes de se transferir para o Everton em 1981 e jogar 92 partidas pelo País de Gales.

## Registros e estatísticas

### Recordes no futebol inglês
O Bury detém em conjunto (com o Manchester City, 2019) o recorde da maior margem de vitória em uma final da FA Cup (6–0 contra o Derby County, 1903 ).
Em 2005, o Bury se tornou o primeiro (e ainda o único) clube a marcar 1.000 gols em cada uma das quatro divisões profissionais da Inglaterra.

### Registros do clube
Os registros do clube estão listados em seu próprio site:
- Melhor colocação na liga: 4º na Primeira Divisão, 1925–26
- Melhor desempenho na Copa da Liga: Semifinais, 1962–63

- Melhor desempenho na EFL Trophy: Semifinais, 2018–19

- Vitória recorde na liga: 10–1 contra o Skelmersdale United, North West Counties Premier Division, 27 de janeiro de 2024

- Vitória recorde na copa: 12–1 contra Stockton, replay da primeira rodada da FA Cup, 2 de fevereiro de 1897

- Derrota recorde na liga: 0–8 Sheffield United, Primeira Divisão, 6 de abril de 1896; 0–8 Swindon Town, Terceira Divisão, 8 de dezembro de 1979

- Recorde de derrota na copa: 0–10 West Ham United, segunda rodada da Copa da Liga, 25 de outubro de 1983

- Mais pontos em uma temporada da liga: 85, League Two, 2014–15

- Mais vitórias em uma temporada da liga: 30, Terceira Divisão, 1960–61

- Mais gols em uma temporada da liga: 108, Terceira Divisão, 1960–61

- Maior artilheiro em uma temporada: Craig Madden, 43 gols em 1981–82 (35 na liga e 8 na Copa)

- Maior artilheiro da carreira: Craig Madden, 153 (129 na liga, 25 na copa) gols de 1977 a 1986

- Mais aparições: Norman Bullock, 539 (506 liga, 33 Copa) jogos de 1920 a 1935

- Jogador mais jovem em um jogo da liga: Jimmy Kerr – 16 anos e 15 dias

- Jogador mais velho em um jogo da liga: Bruce Grobbelaar  – 40 anos e 337 dias

- Jogadores com mais jogos pela seleção: Bill Gorman, 10 jogos pela Irlanda e Derek Spence, 10 jogos pela Irlanda do Norte

- Público recorde: 35.000 contra o Bolton Wanderers, terceira rodada da FA Cup, 9 de janeiro de 1960

- Mais jogos invictos na liga: 18 jogos – 1960–61, 2002–03

- Mais jogos invictos em casa: 25  – temporada 1967–68

- Mais jogos fora de casa invictos: 11  – 2015

- Mais jogos marcados consecutivamente em: Ryan Lowe, 9 jogos em 2010–11

## Conquistas

### Campeonatos
- Football League Second Division/ Football League First Division/ Football League Championship: 1895
- Football League Third Division/Second Division/Football League One: 1961, 1997
- North West Counties Football League Division One North (Décima Divisão): 2022

### Copas
- FA Cup: 1900 e 1903
- Football League Cup: 1963 (Semi-Finalista)

### Conquistas Menores
- Campeonato Mundial de Futebol: Vencedores: 1904 (competição anglo-escocesa, 1876–1904)
- Newsquest Cup: 2009
- Lancashire League: 1891, 1892
- Lancashire Cup: 1892, 1899, 1903, 1906, 1926, 1958, 1983, 1987, 2014
- Lancashire Junior Cup: 1890
- Manchester Cup: 1894,1896, 1897, 1900, 1903, 1905, 1925, 1951, 1952, 1962, 1968

## Principais títulos
| NACIONAIS | NACIONAIS                            | NACIONAIS | NACIONAIS         |
|           | Competição                           | Títulos   | Temporadas        |
| --------- | ------------------------------------ | --------- | ----------------- |
|           | Copa da Inglaterra                   | 2         | 1900 e 1903       |
|           | Campeonato Inglês - Segunda Divisão  | 1         | 1894-95           |
|           | Campeonato Inglês - Terceira Divisão | 2         | 1960-61 e 1996-97 |